# Trypanidius spilmani
Trypanidius spilmani es una especie de escarabajo longicornio del género Trypanidius, tribu Acanthocinini, subfamilia Lamiinae. Fue descrita científicamente por Villiers en 1980.
La especie se mantiene activa durante los meses de abril, mayo, agosto, noviembre y diciembre.

## Descripción
Mide 11-14 milímetros de longitud.

## Distribución
Se distribuye por Dominica, Martinica y Santa Lucía.